# Lucille Bélair
Pour les articles homonymes, voir Bélair.
Lucille Bélair est une actrice québécoise née à Montréal et décédée au même endroit en 2009.

## Biographie
Lucille Bélair participe à de nombreuses pièces de théâtre ainsi qu'à quelques films, télé-théâtres et téléromans. Ses rôles sont principalement centrés sur l'univers de Michel Tremblay (en particulier dans Les Belles-Sœurs, pièce pour laquelle elle fait partie de la création en 1968) ou des cinéastes Jean-Claude Lord, André Forcier et Jeanne Crépeau. 

## Filmographie
- 1967 : La semaine dernière pas loin du pont, court métrage de Guy Bergeron : rôle inconnu
- 1974 : Bar Salon d’André Forcier : Cécile
- 1976 : Parlez-nous d'amour de Jean-Claude Lord : Fan de Jeannot
- 1976 : Mon ami Pierrot : rôle inconnu
- 1978 : Duplessis, mini-série biographique scénarisée par Denys Arcand : Gabrielle Duplessis
- 1984 : Les Petites cruautés, court métrage de Michel Bouchard : divers rôles
- 1984 - 1985 : Entre chien et loup (série télévisée) : La Zéphise
- 1997 : Les Orphelins de Duplessis, mini-série scénarisée par Jacques Savoie : Sœur à l'Archevêché
- 1998 : Revoir Julie de Jeanne Crépeau : Une tante
- 2001 : Si la tendance se maintient, mini-série : Vieille dame
- 2001 : Un gars, une fille (série télévisée) : La Vieille
- 2003 : 3X Rien : Fausse Madame Plante

## Théâtre
- 1968 : Les Belles-Sœurs de Michel Tremblay, mise en scène d'André Brassard - rôle de Gabrielle Jodoin
- 1969 : Les Belles-Sœurs de Michel Tremblay, mise en scène d'André Brassard - rôle de Gabrielle Jodoin